# PWS-3
PWS-3 – polski dwumiejscowy samolot sportowy w układzie górnopłatu z lat 20. XX wieku, zaprojektowany przez inż. Stanisława Cywińskiego i zbudowany w Podlaskiej Wytwórni Samolotów w Białej Podlaskiej. Oblatany 20 maja 1927 roku PWS-3 był pierwszym samolotem sportowym, jaki został zbudowany przez polski przemysł lotniczy. Największym sukcesem maszyny było zajęcie 2. miejsca w I Krajowym Konkursie Awionetek w październiku 1927 roku. Projektowana wersja wojskowa mimo swojej uniwersalności nie wzbudziła zainteresowania Departamentu Lotnictwa, w związku z czym maszyna nie weszła do produkcji seryjnej (powstały jedynie dwa prototypy).

## Historia i użycie

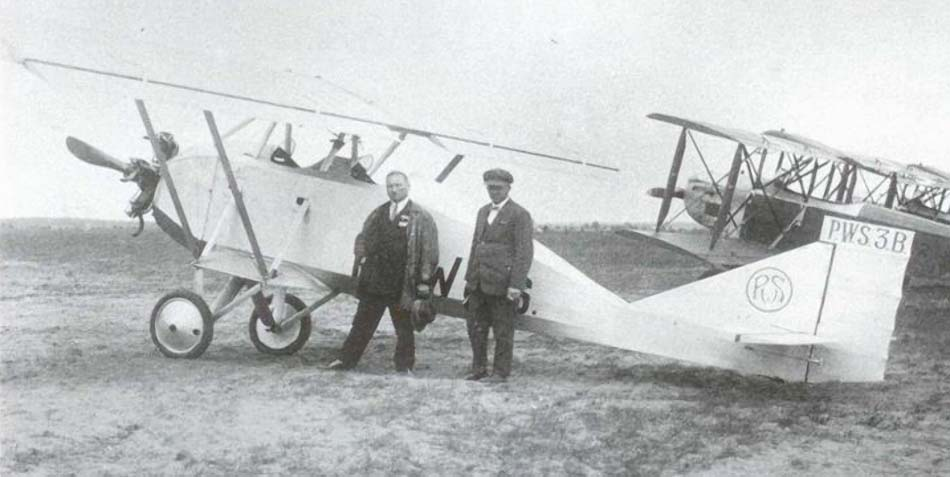
Prototyp PWS-3B SP-PWSS

Samolot PWS-3 został zaprojektowany w Podlaskiej Wytwórni Samolotów przez inż. Stanisława Cywińskiego i zbudowany w 1927 roku. Konstrukcja była oparta na belce nośnej o przekroju 300 x 400 mm, stanowiącej spód kadłuba samolotu, do której przymocowana była górna część stanowiąca kabinę. Rozwiązanie to, które uzyskało Polski Patent nr 13 315, pozwalało w zamyśle na budowę różnych wersji płatowca w zależności od potrzeb i zamówień: sportowej (jedno- i dwumiejscowej), łącznikowej, sanitarnej czy dyspozycyjnej. Drugim nowatorskim pomysłem użytym w projekcie była możliwość ustawiania środka ciężkości samolotu poprzez przesuwanie wzdłuż belki nośnej zespołu skrzydło – podwozie, zamiast stosowanego powszechnie w tym celu przestawiania statecznika. System konstrukcyjny samolotu został rok później skopiowany i użyty (prawdopodobnie z naruszeniem praw patentowych) we francuskim samolocie liniowym (rozpoznawczo-bombowym) Breguet 27.
Prototyp oznaczony PWS-3B został oblatany 20 maja 1927 roku na lotnisku w Białej Podlaskiej. W wyniku przeprowadzonych prób podwyższono ster kierunku, wyposażając go w odciążenie rogowe. Latem 1927 roku samolot prezentowany był na Wystawie Lotniczej w Krakowie. Płatowiec otrzymał znaki rejestracyjne SP-PWSS. W dniach 6–9 października 1927 roku samolot pilotowany przez majora pil. Wacława Makowskiego wziął udział w I Krajowym Konkursie Awionetek w Warszawie, rywalizując z pięcioma innymi maszynami. PWS-3B pokonał najszybciej spośród konkurentów trasę Warszawa – Dęblin – Warszawa o długości 190 km, osiągając czas 1 godziny, 32 minut i 55 sekund (zużywając podczas lotu 13,1 kg paliwa na 100 km, co było 4. wynikiem). Samolot osiągnął podczas konkursu pułap 1700 metrów w czasie 30 minut, rozbieg wyniósł 90 metrów, a dobieg 140 metrów; czas demontażu i montażu wyniósł 1 godzinę i 32 minuty. Ostatecznie płatowiec PWS zajął w zawodach 2. miejsce uzyskując wynik 414 punktów, tracąc 45 punktów do zwycięzcy – samolotu JD-2 konstrukcji Jerzego Drzewieckiego. Konstruktor samolotu został przez jury konkursu uhonorowany nagrodą pieniężną w wysokości 3000 złotych.
W 1928 roku zbudowany został drugi prototyp PWS-3B, zmodyfikowany w stosunku do pierwowzoru przez zaokrąglenie końców skrzydeł (i nieznaczne powiększenie ich rozpiętości), zmniejszenie rozmiaru lotek oraz zaokrąglenie szczytu steru kierunku. Samolot ten został ufundowany przez lubelski oddział Ligi Obrony Powietrznej i Przeciwgazowej i był początkowo przydzielony do eskadry propagandowej LOPP przy PWS, a następnie trafił do Klubu Lotniczego PWS. W 1929 roku otrzymał on znaki rejestracyjne SP-AEA, a w tym samym czasie oznaczenie pierwszego egzemplarza zmieniono na SP-ACJ.
W listopadzie 1929 roku pierwszy prototyp SP-ACJ pilotowany przez Adama Karpińskiego został poważnie uszkodzony podczas lądowania. W 1933 roku jego kadłub trafił do ekspozycji Muzeum Techniki i Przemysłu w Warszawie, z częściowo zdjętym pokryciem z jednej strony.
PWS-3 był pierwszym samolotem sportowym, jaki został zbudowany przez polski przemysł lotniczy.

### Wersja wojskowa (PWS-3 bis)
PWS-3 oferowany był lotnictwu wojskowemu w trzech wersjach: łącznikowej (wyposażonej w ruchomy karabin maszynowy obserwatora), sanitarnej (oznaczonej jako PWS-3 Sa) oraz dyspozycyjnej, a jego konstrukcja była dostosowana do zabudowy silnika o większej mocy (100 KM). W 1927 roku pierwszy prototyp przeszedł próby w Instytucie Badań Technicznych Lotnictwa. Samolot odbywał też loty pokazowe do jednostek lotniczych, odwiedzając m.in. lotniska 4. Pułku Lotniczego w Toruniu, 6. Pułku Lotniczego we Lwowie, Morskiego Dywizjonu Lotniczego w Pucku, Centrum Wyszkolenia Oficerów Lotnictwa w Dęblinie czy Lotniczej Szkoły Strzelania i Bombardowania w Grudziądzu. W konkursie na samolot towarzyszący z 1927 roku płatowiec (nazwany PWS-3 bis) przegrał jednak z konstrukcjami napędzanymi silnikiem Wright Whirlwind J-5B – PWS-7 i Lublin R.X.

## Opis konstrukcji i dane techniczne

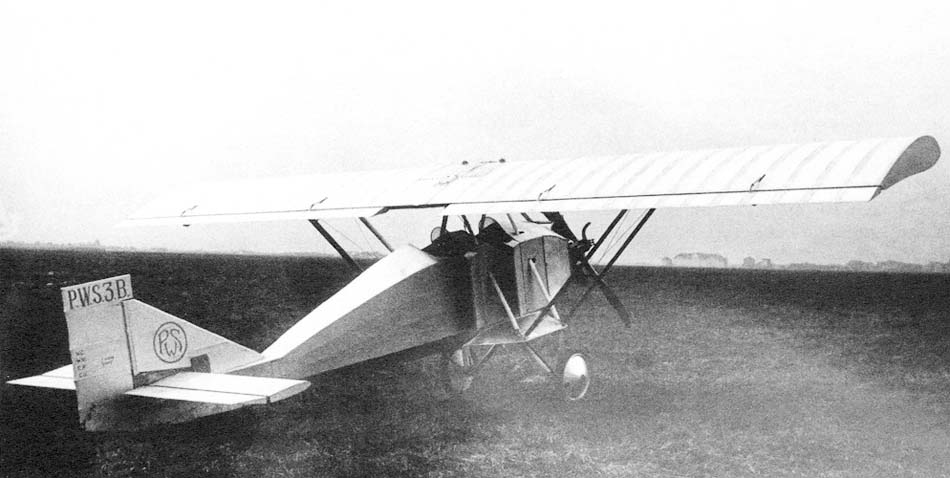
PWS-3B z otwartymi drzwiczkami do kabin załogi

PWS-3 był jednosilnikowym, dwuosobowym zastrzałowym górnopłatem sportowym o konstrukcji całkowicie drewnianej. Kadłub tworzyła skrzynkowa belka nośna konstrukcji drewnianej, na której znajdowała się zbudowana z listew drewnianych kabina kryta z przodu sklejką, a z tyłu płótnem. Przód kadłuba za silnikiem miał pokrycie z blachy aluminiowej. Kabiny oddzielne, otwarte, osłonięte wiatrochronami wykonanymi z celuloidu, z oddzielnymi drzwiczkami usytuowanymi po prawej stronie kadłuba, wyposażone w podwójne sterowanie z drążkami sterowymi i orczykami.
Płat prostokątny, dwudźwigarowy, dwudzielny, konstrukcji drewnianej, kryty sklejką do pierwszego dźwigara, dalej płótnem; umocowany do wysięgników podwoziowych na kadłubie za pomocą piramidki składającej się z dwóch par słupków, dwóch par wykonanych z rur stalowych zastrzałów i pręta przymocowanego do łoża silnika, spawanego z rur stalowych. Profil płata Bobek B6 (G-655). Rozpiętość skrzydeł wynosiła początkowo 9,7 metra, a po przebudowie polegającej na zaokrągleniu końcówek osiągnęła rozmiar 10 metrów. Powierzchnia nośna wynosiła 16,75 m². Początkowo samolot wyposażony był w lotki szczelinowe na całej długości płata, po modyfikacji zmniejszono ich rozpiętość.
Długość samolotu wynosiła 6,93 m, a wysokość 2,6 m. Masa własna płatowca wynosiła 416 kg, masa użyteczna 246 kg, zaś masa całkowita (startowa) 662 kg. Obciążenie powierzchni wynosiło 39,5 kg/m², zaś współczynnik obciążenia niszczącego miał wartość 7. Usterzenie klasyczne, drewniane, kryte płótnem, ze statecznikami krytymi sklejką i usztywnionymi drutem. Ster wysokości poruszany popychaczami, ster kierunku i lotki linkami. Podwozie klasyczne o rozstawie kół 1,7 metra, trójgoleniowe, z rur stalowych, z półosiami amortyzowanymi sznurem gumowym, mocowane do wysięgników po bokach belki kadłuba; z tyłu płoza ogonowa, wykonana ze stalowej sprężyny piórowej.
Napęd stanowił chłodzony powietrzem 5-cylindrowy silnik gwiazdowy Walter NZ-60 o mocy nominalnej 44 kW (60 KM) przy 1400 obr./min, mocy startowej 65 KM i masie 102 kg, wyposażony w rozrusznik, napędzający stałe, drewniane, dwułopatowe śmigło ciągnące. Obciążenie mocy wynosiło 11 kg/KM. Dwa zbiorniki paliwa o łącznej pojemności 100 litrów znajdowały się w środkowej części płata. Prędkość maksymalna wynosiła 133 km/h, prędkość przelotowa 123 km/h, zaś prędkość minimalna 65 km/h. Przelotowe zużycie paliwa wynosiło 22 litry/h. Maszyna osiągała pułap 2500 metrów z prędkością wznoszenia wynoszącą 1,7 m/s. Samolot charakteryzował się rozbiegiem wynoszącym 90 metrów i dobiegiem 140 metrów. Zasięg wynosił 500 km. 
Wersja łącznikowa miała być uzbrojona w ruchomy karabin maszynowy, umieszczony na obrotnicy Scarffa w kabinie obserwatora.

### Malowanie
Początkowo PWS-3 malowany był na kolor srebrny lub biały. W późniejszym czasie przód, górę i spód samolotu malowano na czerwono, natomiast reszta powierzchni była w kolorze srebrnym.